# Bartelkeite
La bartelkeite è un minerale.